# Jürgen Csallner
Jürgen Csallner (* 20. August 1943 in Schöneiche bei Berlin) ist ein deutscher Politiker (SPD) und war Abgeordneter im Landtag Mecklenburg-Vorpommern von 1990 bis 1991.
Jürgen Csallner war nach dem Schulbesuch und Militärdienst in der Gastronomie tätig, zuletzt als Gaststättenleiter.
Csallner trat im Januar 1990 in die SPD ein. Bei der Landtagswahl in Mecklenburg-Vorpommern 1990 erhielt er ein Mandat über die Landesliste. Zum 31. Mai 1991 verzichtete er wegen „MfS-Vorwürfen“ auf sein Mandat und schied so aus dem Landtag aus. Von der Landesliste seiner Partei rückte Tilo Braune für ihn nach.